# Krystyna Potschtowyk
Krystyna Potschtowyk (ukrainisch Кристина Почтовик, englisch Krystyna Pochtovyk; * 15. September 1998) ist eine ukrainische Tennisspielerin.

## Karriere
Potschtowyk begann im Alter von fünf Jahren mit dem Tennisspielen und bevorzugt Hartplätze. Sie spielt bislang überwiegend Turniere auf der ITF Women’s World Tennis Tour, wo sie aber noch keinen Titel gewonnen hat.
2022 erreichte sie zusammen mit Partnerin Syria La Cerra das Halbfinale im Doppel in Scharm asch-Schaich, das die beiden mit 0:6 und 4:6 gegen Anastasia Abbagnato und Beatrice Stagno verloren.
2024 erreichte sie im Dezember das Viertelfinale des W15 in Antalya, das sie mit 5:7 und 5:7 gegen Jessica Bertoldo verloren hat.